# Uvod u Prvi svjetski rat
Uvod u Prvi svjetski rat govori o političkim savezništvima, krizama i "izdajama" između 1905 i 1914 godine koje su na kraju dovele do izbijanja Prvog svjetskog rata.

## Uvod
Početkom dvadesetog stoljeća europske velesile se nalaze podijeljene u dva suprotstavljena politička bloka. Na jednoj strani se nalaze Francuska, Velika Britanija i Rusija (Antanta), a na drugoj Austro-Ugarska, Italija i Njemačka (Središnje sile). Natjecanje tih velesila za kolonije, trgovačka povlastice i kontrolu nad Balkanom će rezultirati izbijanjem prvog svjetskog rata.

## Prva marokanska kriza
Prva velika međunarodna kriza dvadesetog stoljeća postaje ona u Maroku koja se događa 1905. godine. Godinu dana ranije Francuska je dobila političku podršku od Velike Britanije i Španjolske radi uspostave protektorata nad Marokom. Njemačka je odlučila da se usprotivi toj odluci zahtijevajući otvaranje međunarodne konferencije o tom pitanju. Prvobitno protivljenje Pariza konferenciji će se promijeniti u prihvaćanje tek nakon dobivanja službene podrške Londona. Vrhunac krize dvije države će dostići 3. siječnja 1906. godine kada Francuska počinje pomicati svoju vojsku prema granici s Njemačkom. Na konferenciji koja će trajati gotovo 3 mjeseca (siječanj-travanj 1906.) Njemačka će biti izolirana i poražena. Jedinu podršku ona dobiva od Austro-Ugarske, a i to je bila više figurativna nego prava podrška.

## Aneksija Bosne i Hercegovine
Nakon poraza Rusije u ratu s Japanom i gušenja revolucije oslabljena Rusija se počela politički približavati Središnjim silama. U skladu s tim dolazi do zatopljenja odnosa Berlina i Petrograda, a pored ostalog postiže se dogovor o Balkanu. Glavna točka dogovora postaje dužnost Njemačke da "kontrolira" akcije Austro-Ugarske na Balkanu, a zauzvrat dobiva podrušku Rusije za željezničku prugu Berlin-Bagdad. Nakon tog dogovora ruski ministar vanjskih poslova Aleksandar Izvolskij na svoju ruku bez dogovora s carem ili ostalim ministrima daruje Austro-Ugarskoj slobodne ruke za aneksiju Bosne i Hercegovine u zamjenu za njen pritisak na Tursku kako bi Ruska ratna flota mogla ploviti iz Crnog u Sredozemno more. U skladu s tim dogovorom Austro-Ugarska je 7. listopada 1908. godine anektirala Bosnu i Hercegovinu što stvara novu međunarodnu krizu.
Britanski kralj Edvard VII koji je 1907. posjetio Franju Josipa kako bi ga nagovorio da napusti Središnje sile je bez obzira na neuspjeh posjeta o Austro-Ugarskom caru imao pozivitno mišljenje tako da ga je nazivao simpatičnom osobom. Nakon aneksije Franjo Josip u očima kralja Velike Britanije dobiva atribute prevarant i mnogo drugih negativnih osobina. Kako nakon aneksije Rusija ipak nije dobila slobodan prolaz za svoje brodove njihov ministar vanjskih poslova je rekao o Austro-Ugarskom: "Prljavi židov me izigrao....."
Tijekom krize Srbija će se mobilizirati 7. listopada 1908. godine, a Austro-Ugarska uz blagoslov Njemačke i Rusije će se mobilizirati u ožujku 1909 i uputiti ultimatum Srbiji. Na kraju kriza će se riješiti bez započinjanja rata uz obećanje Srbije da će biti "dobar susjed". Zbog toga Kraljevina Srbija će se osjetiti izdana od Rusije koja će za debakl preuzeti moralnu odgovornost.

## Druga marokanska kriza
Početak treće velike predratne krize počinje pobunom protiv "vladavine" sultana Abdelhafida u Maroku 1911. godine. Njemačka koja se tome usprotivila šalje kao odgovor jedan svoj ratni brod u luku Agadir čime službeno ova kriza počinje. Kao što je u prvoj krizi Austro-Ugarska dala formalnu podršku Njemačkoj sada Velika Britanija daruje formalnu podršku Francuskoj ili po riječima tamošnjeg ministra vanjskih poslova:"Ono što Francuzi rade nije pametno, ali mi se ne možemo uplitati zbog naših sporazuma"
Kriza završava dogovorom po kojemu Njemačka priznaje Francuskoj kontrolu Maroka, a zauzvrat dobiva dio francuskih kolonija u Africi. Nuspojava tog sporazuma postaje francuski osjećaj da su bili izdani od Londona.

## Balkanski ratovi
Posljednja velika predratna kriza se događa tijekom Balkanskih ratova. Prijateljski odnosi između Njemačke i Rusije će doživjeti veoma brzo katastrofalnu promjenu nakon završetka Bosanske krize pošto Petrograd postaje organizacijsko središte prvog balkanskog rata koji će početi 8. listopada 1912. godine. Istovremeno s tom objavom rata Rusija vrši "pokusnu" mobilizaciju svojih snaga protiv Austro-Ugarske kako bi ju spriječila da uđe u rat na strani Turske. Ta neočekivana ruska odluka ubrzo stvara političku situaciju iz koje nastaje Prvi svjetski rat, a 1912 postaje odlučujuća godina.
Kako je u Berlinu, Parizu i Londonu bilo jasno da bi u slučaju Njemačke vojne intervencije protiv Rusije Francuska objavila rat Richard Haldane premijer Velike Britanije obavještava Njemačku da "Velika Britanija neće dopustiti poraz Francuske u ratu".
Za Njemački dogovor o cjelokupnoj situaciji moralo se čekati do 2. prosinca kada tamošnji premijer Theobald von Bethmann-Hollweg izjavljuje u parlamentu: "ako je Austro-Ugarska napadnuta od treće strane dok brani svoje interese na Balkanu Njemačka će se boriti da zaštiti svoje mjestu u Europi", a gotovo istovremeno 8. prosinca njemački državni vrh se odlučuje na pokretanje antiruske propagandne kampanje. Situacija u Rusiji je bila gotovo identična s vlastitim stanovništvom koje žestoko podržava panslavenske ciljeve i "mrzi" Nijemce koji se njima protive.
Reakcije Francuske i Italije na ovu krizu će biti mnogo mirnije, ali će u potpunosti ukazati na kasniji razvoj događaja. Francuska se odlučuje na povećanje obvezne vojne službe na 3 godine, a Italija 1913. godine upozorava Austro-Ugarsku da će njen svaki rat na Balkanu biti agresivan, a sporazum središnjih sila važi samo za obrambene ratove.
Na kraju 1913 godine poslije zahtijeva Berlina, Beč odustaje od napada na Srbiju koji zahtjeva njegov vojni vrh.

## Rezultat
Tijekom 4 međunarodne krize u manje od deset godina s izuzetkom Velike Britanije svaka velika sila je bila minimalno jedanput napuštena od svojih saveznika. Austro-Ugarska je bila napuštena od Njemačke 1913 godine, a Njemačka od Austro-Ugarske 1906 godine. Francuska je s druge strane bila napuštena od Velike Britanije 1911. godine, a Rusija od Francuske i Velike Britanije 1909 godine. Za kraj te iste 1909 godine malena Srbija je bila napuštena od Rusije.
Svaka ta "izdaja" je završila obećanjima sljedeći put Vas podržavamo do kraja bez obzira na posljedice, a taj sljedeći put je bio 1914 godine i Sarajevski atentat.